# The Korgis
The Korgis is een Britse popband die het meest bekend werd met het nummer Everybody's Got to Learn Sometime en onder meer met Rovers Return en I Could Change the World If I Had You, alle drie uit 1980. De band was oorspronkelijk geformeerd rond de zanger/gitarist Andy Davis en de zanger/bassist James Warren. Beiden maakten in de jaren zeventig deel uit van de band Stackridge, samen met violist Stuart Gordon en toetsenist Phil Harrison.
Het nummer Rovers Return stond in week 50 van de Top 40 in 1980 op de 6e plaats. Opvallend is dat dit nummer uitsluitend instrumentaal is en dat een speelgoed-puppy op het eind van het nummer steeds blaft.

## NPO Radio 2 Top 2000
| Nummer met noteringen in de NPO Radio 2 Top 2000 | '99  | '00  | '01  | '02  | '03  | '04  | '05  |
| ------------------------------------------------ | ---- | ---- | ---- | ---- | ---- | ---- | ---- |
| Everybody's Got to Learn Sometime                | 1277 | 1829 | 1766 | 1621 | 1754 | 1822 | 1905 |

1. ↑  Een vetgedrukt getal geeft de hoogste notering aan.
2. ↑  Deze tabel is bijgewerkt tot en met de laatste editie (2024).